# Adelphagrotis stellaris
Adelphagrotis stellaris là một loài bướm đêm thuộc họ Noctuidae. Loài này được tìm thấy dọc theo bờ biển tây từ miền nam British Columbia về phía đông đến Cascades ở phía bắc và về phía nam đến miền trung California.
Sải cánh dài khoảng 36 mm. Con trưởng thành bay từ tháng 7 đến tháng 8.
Ấu trùng ăn nhiều loại hoa của cây thân gỗm và thân thảo, bao gồm Vaccinium, Symphoricarpus, Rubus spectabilis và Oemleria cerasiformis.